# Porúbka (Žilina)
Porúbka é um município da Eslováquia, situado no distrito de Žilina, na região de Žilina. Tem 3,45 km² de área e sua população em 2018 foi estimada em 491 habitantes.

## Demografia
| Ano:        | 1994 | 2004   | 2014   | 2024    |
| ----------- | ---- | ------ | ------ | ------- |
| Broj ljudi: | 446  | 455    | 466    | 519     |
| Razlika:    |      | +2,01% | +2,41% | +11,37% |

| Ano:               | 2023 | 2024   |
| ------------------ | ---- | ------ |
| Número de pessoas: | 529  | 519    |
| Diferença:         |      | -1,89% |